# Ani DiFranco (álbum)
Ani DiFranco es el nombre del álbum debut realizado por la cantante y compositora Ani DiFranco, lanzado en 1990.

## Lista de canciones
Todas las canciones compuestas por Ani DiFranco.
Lado A
1. "Both Hands" – 3:38
2. "Talk to Me Now" – 4:29
3. "The Slant" – 1:36
4. "Work Your Way Out" – 4:08
5. "Dog Coffee" – 2:56
6. "Lost Woman Song" – 4:50
7. "Pale Purple" – 4:02

Lado B
1. "Rush Hour" – 5:03
2. "Fire Door" – 2:42
3. "The Story" – 3:30
4. "Every Angle" – 2:44
5. "Out of Habit" – 2:45
6. "Letting the Telephone Ring" – 4:30

## Personal
- Ani DiFranco – Guitarra, voz

## Producción
- Productores – Ani DiFranco, Dale Anderson
- Ingeniero – John Caruso
- Mastering – Ed Stone
- Fotografía – Scot Fisher
- Arte – Dave Meinzer